# シジルマサ

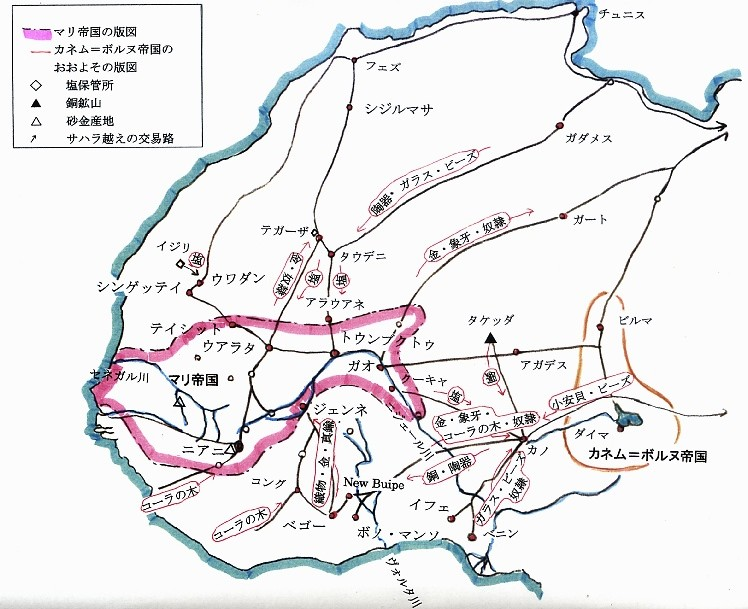
13世紀～15世紀初頭のマリ帝国とサハラ交易路

シジルマサ（アラビア語: سجلماسة Sijilmāsa）は、モロッコの南東部にあったサハラ交易で8世紀から14世紀頃まで繁栄したオアシス都市である。現在のリッサニの近くに位置していた。
サハラ交易において、アウダゴストに直接至るいたるルートとテガーザ岩塩鉱山を経由してガーナ王国の王都クンビ＝サレーへ至るルートの結節点に位置していた。

## 都市化及びミドラール朝時代
当初、紀元後500年ごろは、ベルベル人が季節的に使用する物資の集積所であった。
シジルマサが都市化する契機となったのは、いくつか説があるが有力なもののひとつは、8世紀半ばごろにイスラム世界の中央政権たるアッバース朝にバスラで反抗しようとして失敗したハワーリジュ派イスラム教を信奉する人々であって、その指導者はイーサー・イブン＝マズヤド・アスワド、すなわち「黒いイーサー」という父の代にイスラームに改宗した黒人であった。彼は指導に失敗して処刑され、アブルカーシム・サムグ（Abu‘l-Qasim Samghu b. Wasul al-Miknasi）が新たに首長として立てられ、以後200年間、シジルマサは、ハワーリジュ派イスラム教を信奉するベルベル系王朝ミドラール朝（バヌー・ミドラール）の支配下にある都市国家として存続することになるというものである。818年のラバドの乱（Rabad revolt）など内乱を避けてアンダルスからの亡命者がマグリブに逃れてきたが、シジルマサに商業的な可能性を見出した人々が住み着くようになった。ユダヤ人もシジルマサが交易で繁栄するに伴って居住地を拡大していった。
ミドラール朝の最も偉大な君主は、アブルカーシム・サムグの子で三代目のムンタスィル・イブン＝ヤサアである。彼の治世のときに城壁が町の周囲を巡るように築かれた。その後10年間にわたってシジルマサの町は大きく発展していくことになる。在位期間は、823/4年から876/7年の50年以上の長きにわたって続きその権威は、ダルアの町にまで及んだ。ダルアは、銀鉱山の近くに位置していてサハラ越えの隊商にとって重要な集積所になるのである。
シジルマサの位置は、前述のとおりの好立地であって、スーダンの金の主要な交易路であったため、10世紀には、シジルマサを支配することは、西アフリカから西アジアのイスラム世界への金の流通をコントロールする意味があった。そのため、イフリーキヤ（現チュニジア）に建国したファーティマ朝とコルドバの後ウマイヤ朝は、直接支配かベルベル人のコミュニティを通じてかいずれかの方法でシジルマサを支配しようと暗闘した。この暗闘の結果は、二つの王朝の発行する金貨の質に決定的な影響を与えた。つまりどちらかの王朝がシジルマサの支配権を握ったときにその王朝の金貨の金含有量が増えて良質な金貨が発行された。10世紀は、ファーティマ朝や後ウマイヤ朝のみならず多くのイスラム王朝が金貨を発行したので、金の需要はますます増大した。

## モロッコ諸王朝の支配時代の繁栄と衰退
シジルマサを通じる交易システムで金のほかに重要なのは塩であった。テガーザを経由するルートが優位になってくるのは、ムラービト朝が興隆する時期と一致している。ムラービト朝は、1054年から55年にかけてシジルマサを征服した。それまでは、バヌー・グダーラ族のもつ大西洋のアウリール（島の意。現在のモーリタニアのイーン・ウォララン島ともいわれるが不詳）から輸出されるものが大部分であったが、グダーラ族がムラービト朝に反抗を企てるとムラービト朝の支配するサハラ中央部の交易路から締め出されるようになった。北アフリカへ向けての手工業製品や食料との交換をする金のネットワークは、砂漠に産する岩塩との取引を生み出すことになった。塩の取引によって、スーダンにさらに金がもたらされるようになった。
ムラービト朝、ムワッヒド朝、マリーン朝支配下の250年間に、シジルマサはイベリア半島南部のエブロ川からニジェール川に至るまでの帝国の広大なネットワークの一拠点都市として繁栄した。1393年、マリーン朝のスルタンが内乱でシジルマサの統治権を失うとその内乱に続く時代はシジルマサにとってもっとも縮小した時代となった。16世紀のアラブの歴史家レオ・アフリカヌスは、シジルマサの衰退していたこと、サアド朝時代にシジルマサが放棄され、さびれていたことを記述している。シジルマサは17世紀以降モロッコを支配するアラウィー朝揺籃の地でもあり、その支配下に守備隊が置かれ修復された。